# Buxton
Buxton es una ciudad y estancia termal del condado de Derbyshire, en Inglaterra. Posee termas de aguas minerales y grutas con estalactitas. La Buxton Mineral Water Company (de propiedad de Nestlé) es una de las empresas que extraen y embotellan el agua mineral en la ciudad.

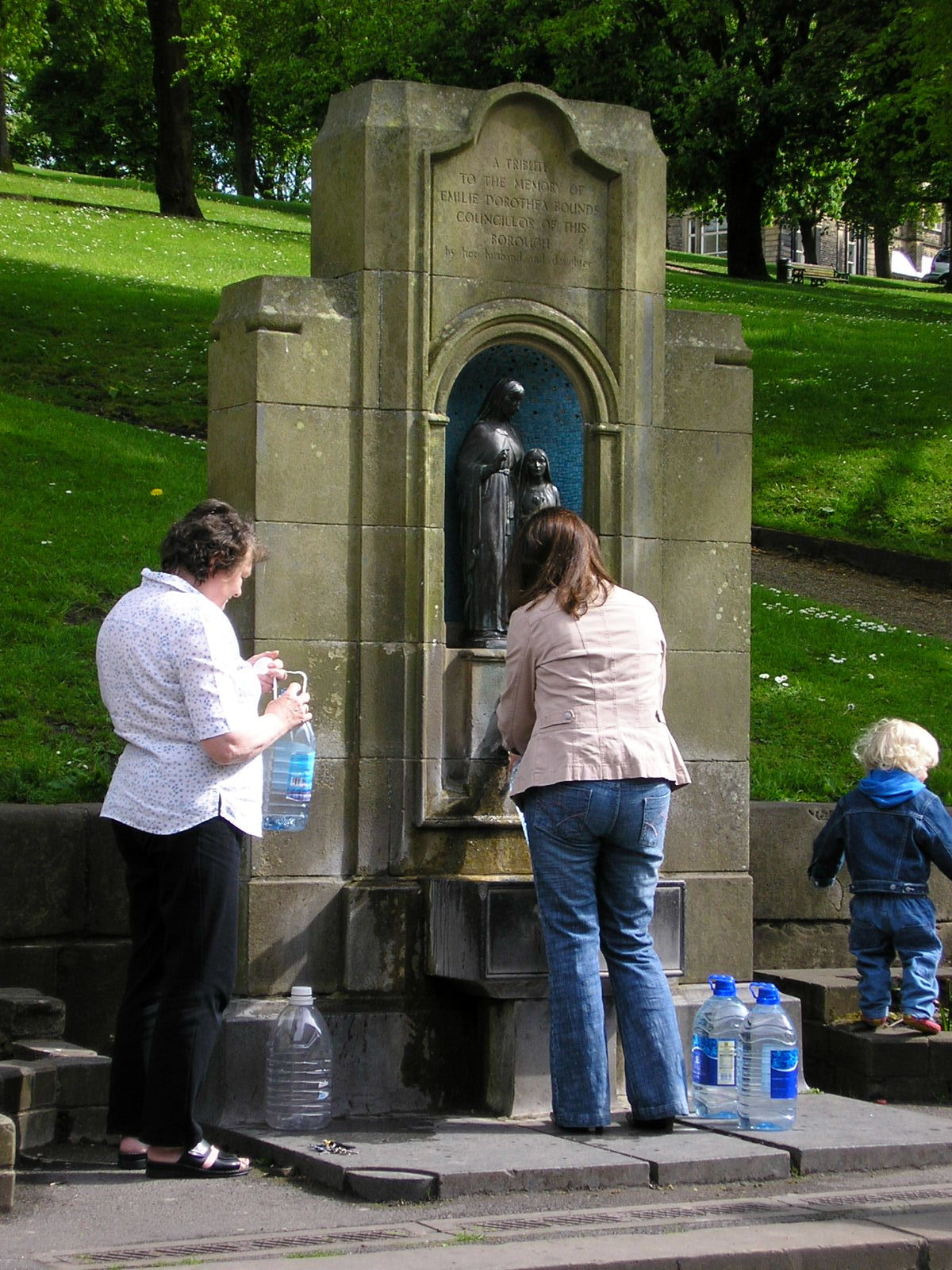
Personas llenando botellas con agua mineral

## Famosos nacidos en Buxton
- Elizabeth Spriggs (1929–2008), actriz
- Robert Stevenson (1905–1986), director de muchos filmes de Disney, entre ellos Mary Poppins